# Aysel Erbudak
Aysel Erbudak (Damal, Turkije, 1966) is een Nederlandse zakenvrouw van Turkse afkomst.
Erbudak kwam in 1979 naar Nederland waar haar vader als gastarbeider werkte. Ze volgde de mavo en een opleiding maatschappelijk werk. Erbudak richtte verschillende ondernemingen op. Ze gebruikte tot 2006 de naam Aysel van Waveren, naar de achternaam van haar toenmalige vriend, omdat ze het idee had dat haar Turkse achternaam haar zou belemmeren in haar carrière.
In 2006 werd ze bestuursvoorzitter van het Slotervaartziekenhuis. Op 22 februari 2013 werd ze uit deze functie geschorst door de raad van commissarissen wegens 'solistisch optreden'. De zaak belandde vervolgens bij de Ondernemingskamer, waar Erbudak bewijs aandroeg in de vorm van interne e-mails waaruit moest blijken dat haar medebestuur en raad van commissarissen wel degelijk betrokken waren geweest. Erbudak meende dat de zaak een onderzoek rechtvaardigde, maar de rechtbank wees dat af omdat de eisers niet ontvankelijk waren.

## Veroordelingen
In 1996 werd Erbudak tot een taakstraf veroordeeld wegens medeplichtigheid aan uitlokking van een poging tot afpersing. Ook werd ze in 1996 veroordeeld voor het arrangeren van schijnhuwelijken. Nadat een van de vrouwen zich had willen terugtrekken, zou Erbudak een schadevergoeding van elfduizend gulden hebben geëist. In 1997 werd ze gearresteerd omdat haar uitzendbureau tussen 1992 en 1994 illegalen zou hebben laten werken en ze zou hebben gefraudeerd met de afdracht van belastingen en premies. In 2000 werd ze in hoger beroep hiervoor veroordeeld tot vijftien maanden gevangenisstraf. Na een verzoek tot gratie werd de celstraf omgezet in een werkstraf.
Op 29 mei 2014 werd bekend dat het Openbaar Ministerie onderzoek naar Erbudak deed, omdat het haar ervan verdacht een bedrag van 1 miljoen euro aan zorggeld aan het Slotervaartziekenhuis te hebben onttrokken.
Op 22 oktober 2014 besliste de rechtbank in Haarlem dat Erbudak in 2011 en 2012 in haar functie van bestuursvoorzitter van het Slotervaartziekenhuis ten onrechte 250.000 euro aan een privé-bv had laten overmaken, en veroordeelde dit bedrijf tot het terugbetalen van dit bedrag. Ook liep er nog een onderzoek naar verschillende transacties die door Erbudak tijdens haar bestuursvoorzitterschap zijn aangegaan, waaronder de mislukte aankoop van een stuk grond in Turkije, in het kader waarvan in 2008 een miljoen euro door het ziekenhuis werd overgemaakt zonder dat daar een tegenprestatie tegenover stond. Op 21 januari 2015 oordeelde de rechtbank in Amsterdam dat het ontslag van Erbudak in 2011 rechtmatig was geweest. Tevens besliste zij dat Erbudak ruim 1,7 miljoen euro moest terugbetalen. De rechtbank achtte bewezen dat zij het geld op onrechtmatige wijze aan het ziekenhuis had onttrokken. Erbudak ging in beroep tegen het besluit van de rechtbank. Op 19 mei 2015 werd Erbudak persoonlijk failliet verklaard. In november 2017 moest ze wegens verduistering voor de rechter verschijnen.
In november 2019 werd Erbudak schuldig bevonden aan valsheid in geschrifte en verduistering van 1,2 miljoen euro. Ze werd veroordeeld tot 15 maanden onvoorwaardelijke gevangenisstraf en een beroepsverbod van zes jaar en drie maanden als bestuurder van rechtspersonen. Erbudak ging in hoger beroep. Op 20 oktober 2023 oordeelde ook het Hof Erbudak in het hoger beroep schuldig aan de ten laste gelegde feiten, met als straf 18 maanden cel, waarvan zes voorwaardelijk. Op 22 oktober kwam naar buiten dat de Hoge Raad dit vonnis laat staan.

## Bezit
Samen met Jan Schram richtte Erbudak in 2006 investeringsmaatschappij Meromi Holding BV op, waarvan aanvankelijk Schram enig bestuurder was. In oktober 2006 kocht Meromi het bijna failliete Slotervaartziekenhuis. Toen Schram eind 2012 overleed, werd hij opgevolgd door zijn neef Pim Schram, met wie Erbudak een stroeve werkrelatie had. Hij werd eigenaar van Meromi en ging akkoord met Erbudaks schorsing. Door een geheime uitgifte van aandelen daalde het aandeel van Erbudak via haar kinderen in het ziekenhuis van 49% naar 1%. De rechter ging hiermee op 13 mei 2015 achteraf akkoord.
Erbudak stapte hierop naar de Ondernemingskamer. Deze besliste op 18 oktober dat er voldoende reden was om te twijfelen aan een juist beleid bij Meromi en beval een onderzoek naar het beleid van de vennootschap vanaf 28 december 2012, de datum van Jan Schrams overlijden. Pim Schram werd in hetzelfde besluit geschorst als bestuurder van Meromi voor de duur van het onderzoek, en de aandelen van de familie Schram werden onder curatele gesteld. Op 14 december werd bekend dat de familie Erbudak beslag had laten leggen op de aandelen in het Slotervaartziekenhuis, om te voorkomen dat het ziekenhuis zou worden verkocht. Op 20 december werd het beslag op de aandelen door de voorzieningenrechter in Haarlem opgeheven. Hierdoor kon de verkoop van het Amsterdamse Slotervaartziekenhuis aan zorgondernemer Loek Winter doorgaan.
Op 11 februari 2015 gaf de Kamer voor het notariaat in het resort Den Haag in een door Erbudak aangespannen tuchtzaak Loyens & Loeff-notaris en UU-hoogleraar Niek Zaman een officiële waarschuwing wegens onzorgvuldig en niet-onafhankelijk handelen bij een aandelentransactie inzake het Slotervaartziekenhuis met Erbudak en haar kinderen als benadeelde partij. In hoger beroep werd deze beslissing door het Gerechtshof Amsterdam vernietigd. Volgens het Hof was van onzorgvuldig handelen geen sprake, mede omdat het voortbestaan van het ziekenhuis in gevaar was. Bovendien was door de notaris aan alle wettelijke rechtshandelingen voldaan en waren de belangen van de kinderen Erbudak volgens het Hof, anders dan Erbudak beweerde, juist niet geschaad. Met die redenering was de waarschuwing van de Kamer voor het notariaat dan ook van tafel.
De Slotervaartziekenhuis-affaire werd gevolgd door de Parool-journalist Bas Soetenhorst, die er in 2015 een boek over schreef.
Erbudak was tevens eigenaar van twee callcenters en een ziekenhuis in Turkije.